# Biocenologie
Biocenologia este o ramură a ecologiei, ce se ocupă cu studiul biocenozei și a interacțiunii organismelor dintr-o anumită biocenoză.